# Кушнір Семен Якович
Кушнір Семен Якович (нар. 28 березня 1937 року в місті Христинівці Черкаської області) — доктор технічних наук, професор, Заслужений діяч науки і техніки Російської Федерації.

## З творчої біографії
У 1957 році закінчив Дніпропетровський гірничий технікум. Працював гірничим майстром на шахтах Кузбасу.
З 1958-го по 1960 р. — служба у рядах Радянської Армії (м. Усурійськ).
З 1960-го по 1961 р. працював за фахом на шахтах Донбасу.
У 1966 р. закінчив Дніпропетровський гірничий інститут. З 1966-го по 1974 р. — інженер, старший інженер, старший науковий співробітник Дніпропетровського гірничого інституту.
У 1971 році захистив кандидатську дисертацію «Напружено-деформований стан гірничого масиву навколо очисної виробки».
З 1974-го по 1989 р. — старший викладач, доцент, завідувач кафедри, проректор з навчальної роботи Тюменської державної архітектурно-будівельної академії. З 1989 року — завідувач кафедрою механіки ґрунтів, підстав і фундаментів нафтогазових об'єктів Тюменського державного нафтогазового університету.
У 1989 році захистив докторську дисертацію «Намивні ґрунти Західного Сибіру як підстави будівель і споруд».
Член національного комітету Росії по механіці ґрунтів і фундаментобудівництва. Представляв свою наукову школу за рубежем, зокрема в Таїланді, Індії, Англії, Швеції, Данії, Австралії, Японії, Нідерландах та ін.